# Preußische Nationalversammlung

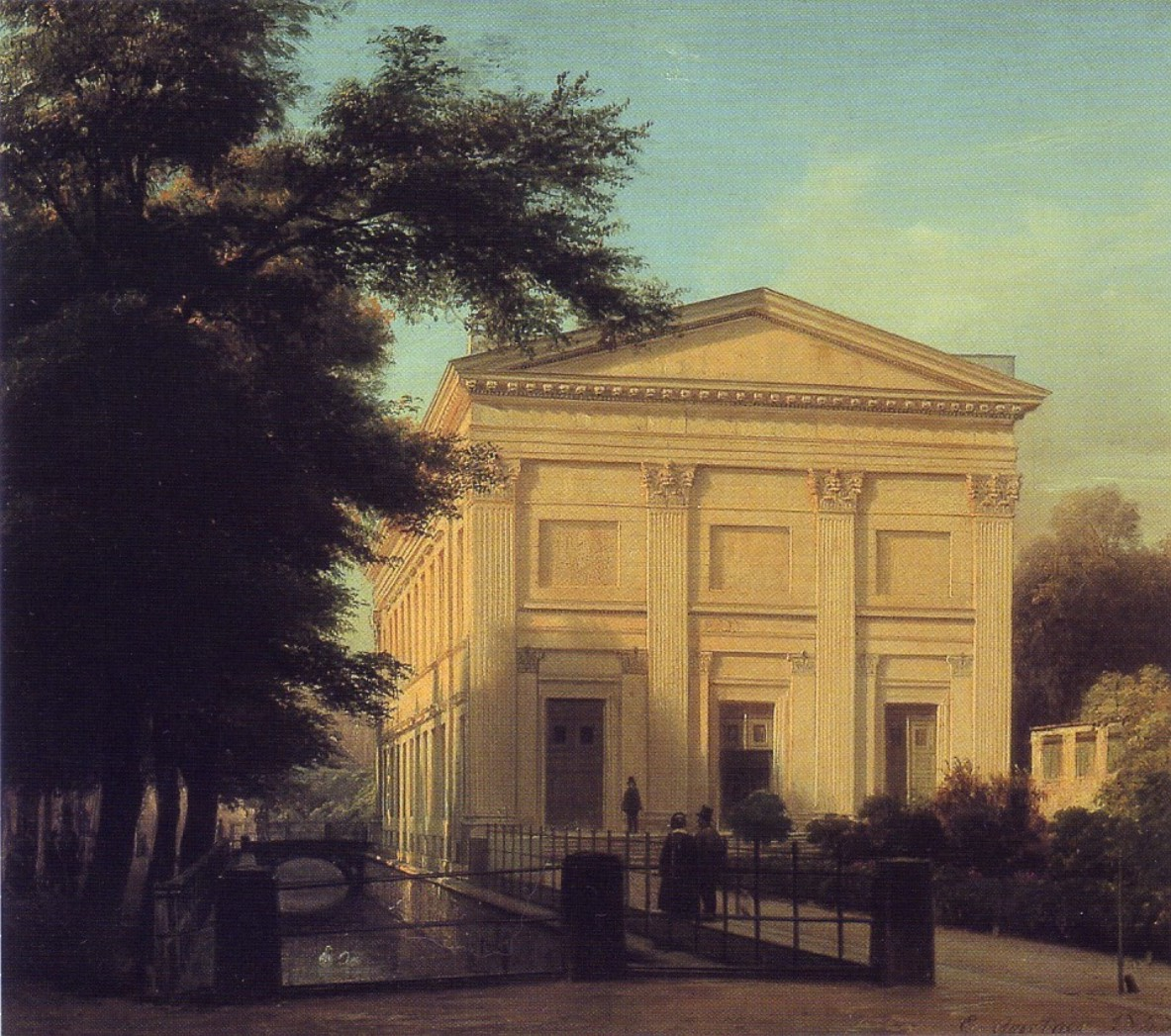
Sing-Akademie zu Berlin – Tagungsort der Nationalversammlung 1848 (Gemälde von 1843)

Die Preußische Nationalversammlung ging nach der Märzrevolution von 1848 aus den ersten allgemeinen und gleichen Wahlen in Preußen hervor. Ihre Aufgabe war die Ausarbeitung einer Verfassung für das Königreich Preußen. Die Preußische Nationalversammlung tagte vom 22. Mai bis September 1848 in Berlin im Gebäude der Sing-Akademie zu Berlin hinter der Neuen Wache und von September bis November im Schauspielhaus am Gendarmenmarkt. Am 9. November 1848 verfügte die Regierung die Ausweisung der Preußischen Nationalversammlung nach Brandenburg an der Havel, am 5. Dezember 1848 wurde sie durch königliche Order aufgelöst. Die von ihr erarbeitete demokratische Verfassung wurde zwar von der Regierung abgelehnt, viele grundlegende Artikel wurden aber in der von König Friedrich Wilhelm IV. im Dezember 1848 oktroyierten Verfassung und in der revidierten Verfassung von 1850 übernommen.

## Wahlen und Aufgabe der Nationalversammlung

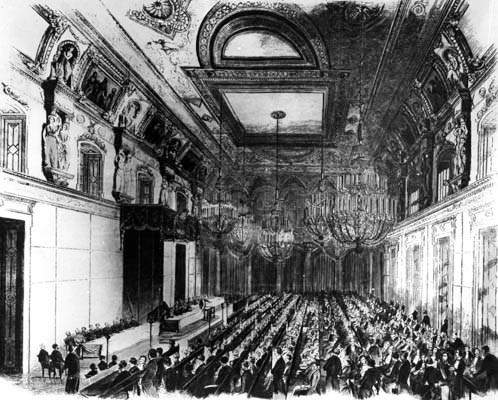
Eröffnung des zweiten Vereinigten Landtages (1848)

Hauptziel König Friedrich Wilhelms IV. und des liberalen Märzministeriums unter Ludolf Camphausen bei der Ausschreibung von Wahlen zur Nationalversammlung war, die vielfach spontane und unberechenbare revolutionäre Bewegung durch eine Verrechtlichung in kontrollierbare Bahnen zu lenken.
Der wiedereinberufene Vereinigte Landtag beschloss als Ziel der kommenden Nationalversammlung eine „Vereinbarung [des Parlaments mit dem König] der preußischen Verfassung“. Dies verbot damit ausdrücklich einen eigenständigen Entwurf des Parlaments.
Das Wahlgesetz sah allgemeine, gleiche und indirekte Wahlen vor. Alle Männer, die älter als 24 Jahre waren, länger als sechs Monate an ihrem Wohnort lebten und keine Armenunterstützung bezogen, besaßen das aktive Wahlrecht. Kein größerer deutscher Staat verfügte über ein ähnlich breites Wahlrecht wie Preußen. Die Urwahlen fanden am 1. Mai 1848 (gleichzeitig mit denen zur deutschen Nationalversammlung) statt. Die so bestimmten Wahlmänner entschieden am 8. und 10. Mai 1848 über die Zusammensetzung des Parlaments.

## Personelle Zusammensetzung
| Mitglieder der Preußischen Nationalversammlung 1848/49 |                  |
| Kategorien                                             | Mitgliederzahlen |
| Verwaltungsbeamte                                      | 73               |
| Justizbeamte                                           | 87               |
| Lehrberufe                                             | 26               |
| Staatsdiener (Summe)                                   | 186              |
| Geistliche                                             | 51               |
| Freiberufler                                           | 17               |
| Wirtschaftsbürgertum                                   | 39               |
| Landwirte/Gutsbesitzer                                 | 73               |
| Handwerker                                             | 18               |
| unklar                                                 | 9                |
| insgesamt                                              | 393              |
| Siemann, Deutsche Revolution 1848/49, S. 140           |                  |

Die personelle Zusammensetzung des Parlaments unterschied sich deutlich von der in der Frankfurter Nationalversammlung. Professoren, aber auch freiberufliche Juristen waren in Berlin gering vertreten, Journalisten, hauptberufliche Publizisten oder Schriftsteller fehlten ganz. Anders als in Frankfurt gab es in Berlin unter den Abgeordneten Handwerker, Bauern (46) und Großgrundbesitzer (27). Stärker als in Frankfurt waren außerdem Richter vertreten. Ähnlich wie in Frankfurt bildeten aber die Staatsdiener im weitesten Sinn (unter Einschluss von Lehre, Verwaltung und Justiz) die größte Zahl der Mitglieder.
Insgesamt war die Nationalversammlung in Berlin deutlich stärker vom unteren Mittelstand und weniger vom Bildungsbürgertum geprägt als die Versammlung in Frankfurt. Dabei spielte eine Rolle, dass die bekannteren Persönlichkeiten in den Wahlkreisen tendenziell eher nach Frankfurt entsandt wurden. Dagegen galten die Berliner Abgeordneten als volksnäher.

## Fraktionsbildung

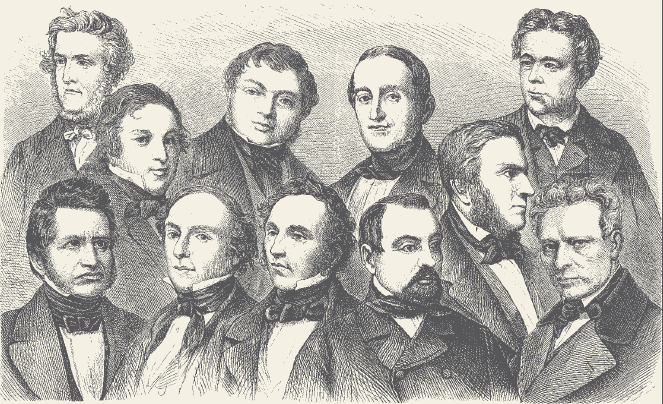
Abgeordnete des Vereinigten Landtages, der preuß. und deutschen Nationalversammlung

Wie in Frankfurt bildeten sich bald auch in Berlin unterschiedliche Fraktionen heraus. Der äußere Anlass war dabei die Frage, ob sich die Abgeordneten zur Eröffnung der Nationalversammlung ins königliche Schloss begeben sollten. Während die liberale und konservative Rechte darin kein Problem sah, war dies für die demokratische Linke eine Grundsatzfrage. Der Abgeordnete Temme betonte, dass die Abgeordneten „Repräsentanten des preußischen Volkes und nicht als Diener eines Monarchen gewählt [seien]. Es sei überall Recht des Volkes und daher parlamentarischer Brauch, dass der Fürst sich zu den Vertretern des Volkes in ihr Sitzungslokal begebe, nicht umgekehrt sie bei ihm zu Hofe kämen.“
Allerdings machen mehrere Abspaltungen und das Fehlen offizieller Mitgliedschaften das Bild der einzelnen Fraktionen unübersichtlich und Mitgliederzahlen können daher nur eine Annäherung an die Wirklichkeit sein. Insgesamt war die preußische Nationalversammlung deutlich radikaler und stärker nach links positioniert als ihr Pendant in Frankfurt. Die eigentliche konservative Rechte um die neue Kreuzzeitung der Brüder Ludwig Friedrich Leopold und Ernst Ludwig von Gerlach war so gut wie überhaupt nicht vertreten, so dass die „Rechte“ von altpreußischen Liberalen gebildet wurde, die im Vormärz und noch während des Vereinigten Landtages den Kern der Opposition gebildet hatten und einen streng konstitutionellen Staat anstrebten. Hierzu gehörten rheinische Großbürger wie Camphausen und Hansemann, ostpreußische Adelige und westfälische Katholiken wie Johann Friedrich Joseph Sommer. In ihrer politischen Ausrichtung entsprach diese Gruppe in etwa dem Frankfurter Casino. Von den Rechten spaltete sich die Fraktion Harkort (benannt nach Friedrich Harkort) ab, unterschied sich aber nicht wesentlich von deren konstitutionell-liberalen Positionen.
| Fraktionen in der preußischen Nationalversammlung 1848 |                |
| Bezeichnung                                            | Mitgliederzahl |
| Rechte                                                 | 120            |
| Fraktion Harkort                                       | 30             |
| rechtes Zentrum                                        | 40             |
| linkes Zentrum                                         | 90             |
| Linke                                                  | 120            |
| insgesamt                                              | 400            |
| Siemann, Deutsche Revolution 1848/49, S. 141           |                |

Im rechten Zentrum sammelten sich die demokratischen Liberalen und Verfechter eines Konstitutionalismus mit einer starken parlamentarischen Komponente – in etwa vergleichbar mit dem Württemberger Hof. Das linke Zentrum stimmte in vielen Punkten mit der eigentlichen Linken überein und entsprach politisch etwa der Frankfurter Westendhall. Dieser Gruppe kam eine Schlüsselstellung zu, da sie zusammen mit der Linken eine Mehrheit bilden konnte.
Die Linke selbst teilte sich in einen parlamentarischen und einen republikanisch-aktionistischen Flügel. Insgesamt stand die Linke einer demokratisch-parlamentarischen Monarchie aufgeschlossener gegenüber als die Frankfurter Deutscher Hof und Donnersberg. Auch wenn die Linke keineswegs die Mehrheit hatte und auch in wichtigen Fragen Abstimmungen verlor, prägte sie doch deutlich stärker als in Frankfurt die Verhandlungen.
Auch die führenden Einzelpersönlichkeiten des Parlaments Benedikt Waldeck und Jodocus Temme waren Vertreter der Linken und bestimmten häufig den Gang der Verhandlungen. Paroli konnte ihnen nur Karl Rodbertus, der Führer des linken Zentrums, bieten.

## Petitionen und Einflussnahme von außen

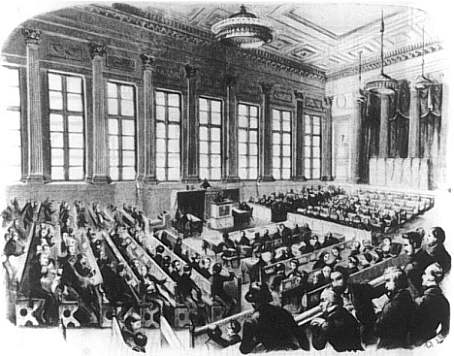
Konstituierende Sitzung der Preußischen Nationalversammlung in der Sing-Akademie 1848, Holzstich

Das Parlament agierte nicht im luftleeren Raum, sondern verschiedene Gruppen versuchten auf die Entscheidungen Einfluss zu nehmen. Dazu gehörte die Berichterstattung in der sich politisierenden Presse. Hinzu kam die Bildung von Interessenorganisationen verschiedenster Art. Neben diesen eher indirekten Einflussversuchen kamen direkt zahlreiche Petitionen von Gruppen und Einzelpersonen. Allein bis August 1848 gingen 6000 Petitionen ein. Diese Menge konnte nur noch von einem eigens eingerichteten Ausschuss bewältigt werden, der aber auch über Arbeitsüberlastung klagte. Vor allem in der ersten Phase bis Juni 1848 dominierten dabei Petitionen zur Agrarfrage mit fast 60 %. In der zweiten Phase traten die Schulfrage und die Kirchen in den Mittelpunkt. Wichtig waren auch Fragen von Handel und Gewerbe sowie Steuerprobleme.

## Debatten um die Anerkennung der Revolution
In den ersten Wochen war das Parlament vor allem mit seiner Konstituierung, Geschäftsordnungsdebatten und anderen vorbereitenden Tätigkeiten beschäftigt. Den Auftakt zu im engeren Sinne politischen Debatten machte Ludolf Camphausen, der in der letzten Sitzung des Monats Mai eine Art Vertrauensabstimmung für seine Regierung in Form einer Adresse an den König verlangte. Dahinter steckte das Ziel der Regierung, sich dem Parlament gegenüber als voll verantwortlich zu präsentieren. Damit machte sie ihr Verbleiben im Amt von der Zustimmung des Hauses abhängig. Allerdings war die Folge, dass die Debatte nicht nur zur Fraktionsbildung beitrug, sondern sich auch die Fronten von Teilen der Abgeordneten zur Regierung verhärteten. Nicht zuletzt führte die Demonstration der Verantwortlichkeit zum Misstrauen des Königs, der zu Recht befürchtete, dass etwaige „Befehle“ von ihm mit Hinweis auf die Verantwortlichkeit dem Parlament gegenüber verweigert werden könnten. Die Minister kämpften daher an zwei Fronten gleichzeitig, einmal gegen die Opposition im Parlament und zum zweiten gegen den König und seine Kamarilla.

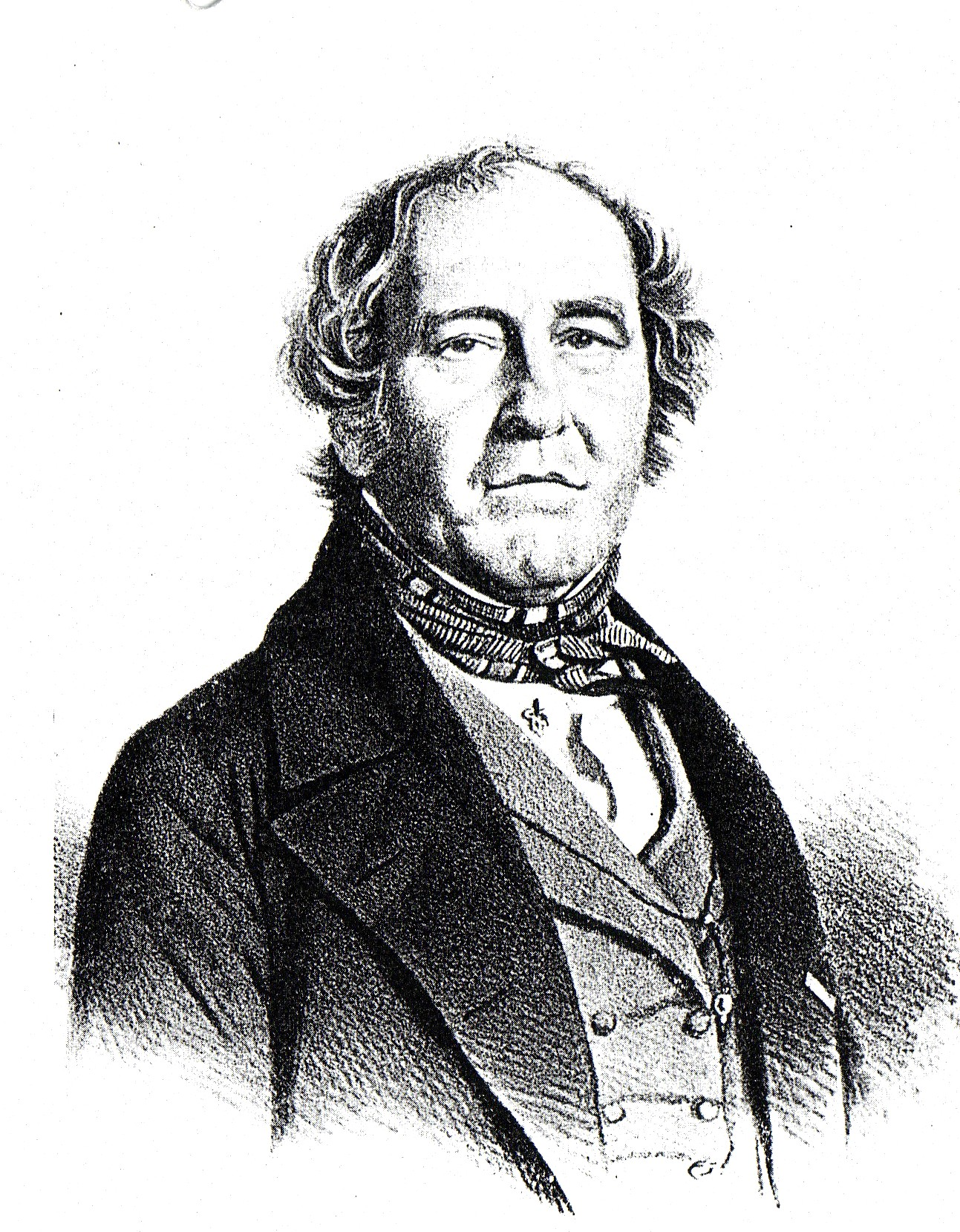
Johann Friedrich Joseph Sommer

Die erste konfliktreiche Debatte im Parlament folgte auf den Antrag von Julius Berends, der am 8. Juni verlangte, „die hohe Versammlung wolle in Anerkennung der Revolution zu Protokoll erklären, dass die Kämpfer des 18. und 19. März sich wohl ums Vaterland verdient gemacht hätten.“ Der Antrag zielte darauf ab, den Umbruch der Revolution klar herauszustellen, und richtete sich gegen die Verlautbarungen der Regierung, die immer wieder die Kontinuität zur vorrevolutionären Zeit betonte. Letztlich stand dahinter die grundsätzliche Anerkennung eines „Rechts zur Revolution“ und der „Volkssouveränität.“ Die Gegenposition bezog Camphausen. Im Sinne seiner früheren Äußerungen nannte er die Revolution, die er Begebenheit nannte, zwar eine wichtige Ursache der Veränderungen, damit sei aber nicht die gesamte Verfassung des Staates umgeworfen worden. In den folgenden Tagen ging die Debatte weiter, als der Abgeordnete Sommer von der Rechten den Antrag als „Präöcupation“ (sic!) bezeichnete. Dies führte bei der Linken zu einer Verschärfung des Antrages. Johann Jacoby versuchte zu vermitteln. Einerseits stimmte er zu, dass die Debatte zur Unzeit erfolge. Andererseits sei sie nunmehr ausgebrochen und daher gelte es eine Entscheidung zu treffen. Er verwies mit Nachdruck darauf, dass es außerhalb des Parlaments noch immer starke Kräfte gebe, die die bisherige Entwicklung rückgängig machen wollten. „Um der Wahrheit willen, um der Ruhe des Landes willen, müssen wir dieser Partei entschieden entgegen treten: (…) durch volle Anerkennung der Revolution in allen ihren Folgen.“ Im weiteren Verlauf wurde ein Kompromissvorschlag des Abgeordneten Zachariä eingebracht, der darauf hinauslief, zur Tagesordnung zurückzukehren. Die Abstimmung ergab schließlich, dass sich 196 Abgeordnete für den Übergang zur Tagesordnung aussprachen, während 177 dagegen votierten. Letztlich war die Versammlung damit der entscheidenden Frage, ob das Parlament in der Kontinuität der vorrevolutionären Zeit stehe oder auf revolutionärem Recht beruhe, ausgewichen.

## Verhältnis zur Frankfurter Nationalversammlung
Bereits früh begann in der preußischen Nationalversammlung eine Debatte zum Verhältnis zum Paulskirchenparlament. Auslöser für den Streit um das Verhältnis zur Frankfurter Nationalversammlung war die Einsetzung einer provisorischen Zentralgewalt und eines Reichsverwesers durch das deutsche Parlament, ohne Einvernehmen mit den Monarchen der deutschen Staaten. Daraufhin stellte Johann Jacoby am 7. Juli 1848 einen auf den ersten Blick widersprüchlichen Antrag. Dieser kritisierte einerseits die Frankfurter Entscheidung einen dem Parlament nicht verantwortlichen Reichsverweser zu ernennen, erklärte andererseits aber auch, dass die Paulskirchenversammlung dazu das Recht gehabt habe. Umgekehrt argumentierte die Regierung Camphausen. Sie begrüßte die Schaffung einer quasimonarchischen Spitze, sprach der Frankfurter Nationalversammlung aber das Recht dazu ab.

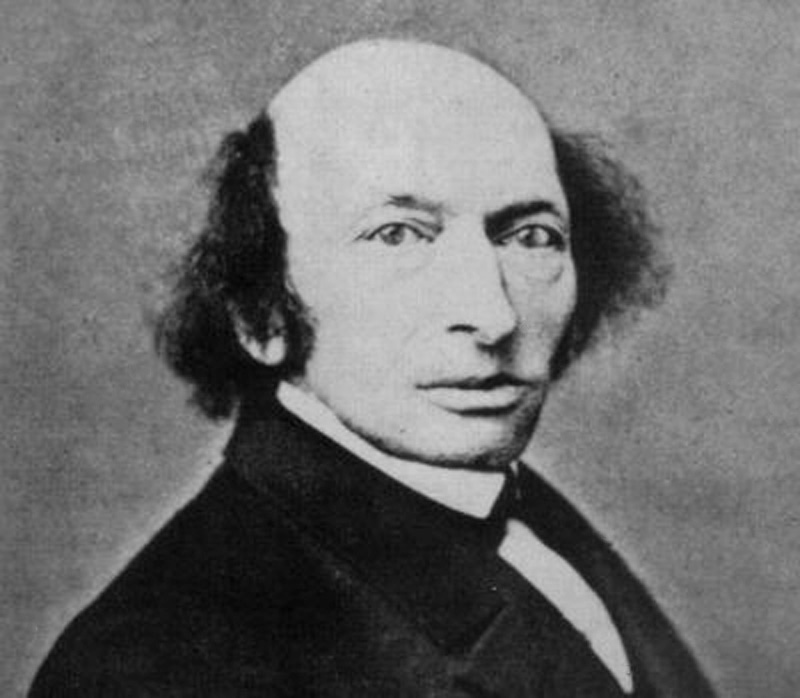
Johann Jacoby

Bei aller Kritik an der Krone plädierten die Rechte aber auch Demokraten wie Waldeck oder Johann Jacoby für eine führende Rolle Preußens in Deutschland. Eine Habsburger Hegemonie lehnten sie ab. Die Linke übte etwa harsche Kritik am Beschluss der Frankfurter Nationalversammlung, einen dem Parlament nicht verantwortlichen Reichsverweser in Person von Erzherzog Johann einzusetzen. Dies erschien ihr als die Einführung eines österreichischen Erbkaisertums durch die Hintertür. Aber auch grundsätzlich wurde die vermeintlich schwache parlamentarische Kontrolle des Staatsoberhaupts kritisiert. Geradezu pathetisch erklärte Waldeck: „Wir wollen das Schwert, das wir so lange siegreich für Deutschland geführt haben, gern in den Schoß der Nationalversammlung niederlegen, gern dem Zentraloberhaupt Deutschlands übergeben (…) Aber einem Reichsverweser, der für seinen Kopf den Krieg erklären könnte, dem wollen wir das Schwert Friedrich des Großen nicht anvertrauen.“ Wie gering die preußische Nationalversammlung den Versuch der Frankfurter Parlamentarier schätzte, einen einheitlichen Nationalstaat zu schaffen, zeigt etwa die nur verhaltene Kritik des Parlaments an der Regierungsentscheidung, die preußische Armee nicht, wie vom Reichskriegsminister angeordnet, dem Reichsverweser huldigen zu lassen. Wie groß das Misstrauen gegenüber den „Frankfurtern“ war zeigt auch die Kritik an den Notstandsmaßnahmen nach den Frankfurter Septemberunruhen. Dies gipfelte im Antrag Waldecks, zu beschließen, dass Erlasse der (deutschen) Zentralregierung, die auch innere Angelegenheiten der Länder betreffen könnten, erst nach Zustimmung der Länderparlamente in Kraft treten sollten. Der preußische Paulskirchenabgeordnete Jodocus Temme sekundierte: „Wir haben die Freiheit, die wir erfochten, nicht erkämpft, um sie an ein Parlament in Frankfurt am Main wieder wegzuwerfen.“ Äußerungen wie diese führten zu einer Verschlechterung des Verhältnisses der beiden Parlamente.

## Sturz der Regierung Camphausen

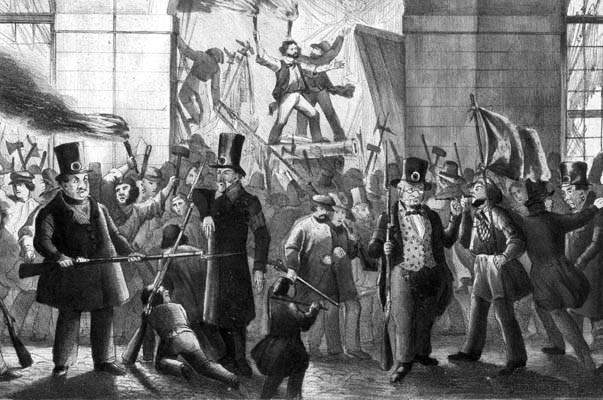
Zeitgenössische Karikatur: „Heldenhafte Verteidigung des Zeughauses“

Im Zusammenhang mit dem Berliner Zeughaussturm war zeitweise auch der Sitzungssaal der Nationalversammlung von Demonstranten bedroht. Einen Tag später am 15. Juni 1848 musste der Kommandant der Berliner Bürgerwehr eingestehen, dass er nicht in der Lage sei, den Schutz der Versammlung zu garantieren. Zwar schickte er kurze Zeit später mehrere Bataillone zum Schutz der Singakademie, dennoch deutete Camphausen an, dass die Bürgerwehr nicht ausreichen würde, um die öffentliche Sicherheit zu garantieren. Als Unterstützung kam nur die Armee in Frage, die aber nach den Märzereignissen demonstrativ abgezogen worden war. In der Nationalversammlung stellte Leberecht Uhlich den Antrag, dass das Parlament keines Schutzes Bewaffneter bedürfe, sondern sich unter den Schutz der Berliner Bevölkerung stellen solle. Der Antrag passierte ohne Probleme das Parlament und stellte eine schwere Niederlage der Regierung Camphausen dar. Sie fiel zeitlich fast zusammen mit den Problemen des von der Regierung vorgelegten Verfassungsentwurfs. Der König hatte diesen von konservativer Seite unterstützten Entwurf als „elendes Machwerk“ bezeichnet, den Linken ging er nicht weit genug. Den Anträgen von Waldeck und anderen für eine Verfassungskommission des Parlaments widersetzte sich Camphausen. Das Parlament beschloss mit 188 zu 142 Stimmen eine Kommission einzurichten. Der Versuch von Camphausen, Abgeordnete der Zentrumsfraktionen zur Unterstützung des Regierungskurses zu gewinnen, scheiterte. Nachdem auch Hansemann ihm einen Rücktritt nahegelegt hatte, trat Camphausen zurück. Ihm folgte Rudolf von Auerswald als Ministerpräsident.

## Verfassungsdiskussion
Die zentrale Aufgabe der Berliner Nationalversammlung war ursprünglich die Vereinbarung einer Verfassung mit dem König. Dabei ging die Krone von einer mehr oder weniger reibungslosen Zustimmung zu einem Entwurf des liberalen „Märzministeriums“ aus, das nach dem Rücktritt von Camphausen unter der Leitung des ostpreußischen Liberalen Rudolf von Auerswald stand. Neben diesem nahm der rheinische Liberale David Hansemann eine Schlüsselstellung ein. Vorbild des Regierungsentwurfs war die liberale belgische Verfassung von 1831, die als eine der liberalsten und modernsten ihrer Zeit galt und insbesondere den rheinischen Liberalismus stark beeinflusst hatte.
Der Entwurf beinhaltete einen Katalog von Grundrechten (zum Beispiel persönliche Freiheit, Gleichheit vor dem Gesetz, Ausübung der Bürgerrechte unabhängig von der Religionszugehörigkeit und mit leichten Einschränkungen Pressefreiheit, Petitionsrecht und Briefgeheimnis). Nur das Versammlungsrecht sollte stärker reglementiert werden. Problematisch für Teile der Nationalversammlung war jedoch die recht starke Stellung des Königs. Dieser sollte Oberbefehlshaber bleiben und das Recht der Stellenbesetzung in Heer und Bürokratie behalten. Hinzu kamen das Recht zu Verordnungen und die Entscheidung über Krieg und Frieden. Kritisch gesehen wurden auch das vorgesehene Zweikammersystem sowie das absolute Vetorecht des Königs. Allerdings sah der Entwurf auch den Eid auf die Verfassung von König, Militär und Beamtenschaft, das Budgetrecht des Parlaments, die Unverletzlichkeit der Abgeordneten und sogar Diäten vor.

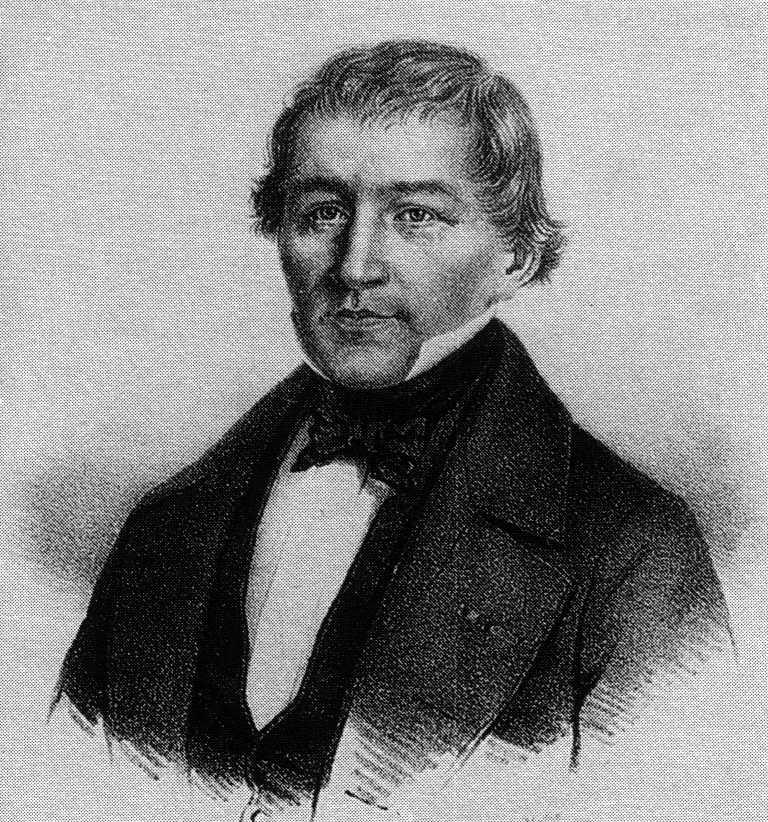
David Hansemann in einer Lithografie von 1848

Auch wenn der Entwurf in weiten Teilen durchaus konsensfähig war, wollte die Mehrheit nicht nur zustimmen, sondern nahm selbst das Recht zur Ausarbeitung eines eigenen Vorschlages in Anspruch. Während die Rechte (also die vormärzlichen Liberalen) am Prinzip der Vereinbarung mit der Krone festhielt, betonte die Berliner Versammlung deutlicher als die deutsche Nationalversammlung das Prinzip der „Volkssouveränität“ und den grundsätzlichen Bruch mit der Vergangenheit durch die Märzrevolution. Dieser Gegensatz trat schon zu Beginn der Versammlung deutlich zu Tage und war nach der Darstellung des Abgeordneten Sommer (Rechtes Zentrum) der entscheidende Grund für die Verfestigung der rechten und linken Fraktionen. Die zuvor lockeren Gruppierungen suchten danach nach einer ideologischen „Fahne“ unter der sie sich sammeln konnten. „Temme, von Kirchmann und Waldeck hatten in den früheren Versammlungen des konstitutionellen Clubs [die etwas widersprüchliche zeitgenössische Bezeichnung der demokratischen Linken] die Ansicht verfochten, dass das Königtum durch die Revolution de jure erloschen, bis zur Vollendung der Verfassung vom Volke nur noch toleriert sei, erst durch die Verfassung vom Volke hergestellt werde. Diese Fahne griffen wir [die Rechten] auf, wir brachten die Frage zur Verhandlung, ob wir zur Vereinbarung einer Verfassung entsandt, wo also zwei selbstständige Parteien gegenüber stehen, mit eigenen Rechten, oder ob die Krone erst durch Einigung mit uns legal wieder Rechte erlange.“
Für ein stärkeres Gewicht der Demokraten spricht, dass die Versammlung zu Beginn der Beratungen den vom König selbst redigierten Regierungsentwurf vom 22. Mai 1848 nicht zur Grundlage der Diskussion gemacht hat. Stattdessen wurde ein eigener Verfassungsausschuss eingesetzt. Dieser erarbeitete einen Parlamentsentwurf, der nach dem Ausschussvorsitzenden Benedikt Waldeck als Charte Waldeck bekannt geworden ist. Allerdings war die Versammlung letztlich doch weniger „links“ als vielfach behauptet. Bei der entscheidenden Abstimmung am 16. Oktober 1848 lehnte eine deutliche Mehrheit von 226 gegen 110 Abgeordneten eine einseitige Verabschiedung einer Verfassung ohne Zustimmung des Königs ab.
Die Linke scheiterte mit ihrem Versuch, an Stelle des im Regierungsentwurf vorgesehenen parlamentarischen Zweikammersystems aus Abgeordnetenhaus und erster Kammer (Herrenhaus) ein Einkammersystem durchzusetzen. Allerdings opponierte die Linke erfolgreich gegen den Versuch, die erste Kammer als adeliges Herrenhaus zu gestalten. Stattdessen wurde in der Charte Waldeck der berufsständische Charakter betont, hinzu kommen sollten außerdem Vertreter der Kommunen. Zur Reform der Selbstverwaltung auf der Ebene der Gemeinden wurde eine freiheitliche Gemeinde-, Kreis- und Bezirksordnung beschlossen.
Gerade auch der Grundrechtskatalog ging deutlich über den ursprünglichen Regierungsentwurf hinaus. Dazu zählte etwa ein freiheitliches Presserecht. Außerdem beschloss die Nationalversammlung auf Waldecks Vorschlag hin – im Vorgriff auf eine künftige Verfassung – eine Habeas-Corpus-Akte.

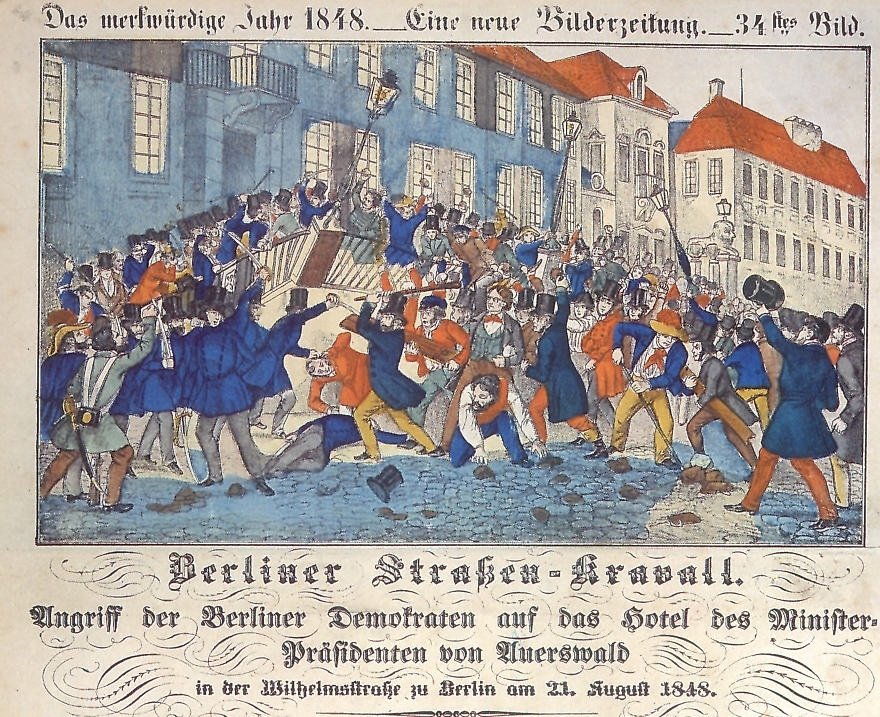
Aufruhr vor dem Sitz des Ministerpräsidenten v. Auerswald im August 1848 (zeitgenössischer Neuruppiner Bilderbogen)

Unterschiede betrafen aber vor allem die Machtfrage. So sah die Charte neben Landwehr und Linientruppen eine vom Parlament abhängige Volkswehr vor. Allerdings konnten sich die Demokraten in der Frage der Wehrverfassung nicht gegen die Liberalen durchsetzen. Auf Antrag der Liberalen wurde lediglich ein abgemildertes Bürgerwehrgesetz beschlossen. Daneben verlangte das Parlament ein Mitspracherecht in der auswärtigen Politik. Statt eines absoluten Vetos wollte man dem Monarchen nur ein aufschiebendes Veto zugestehen. Hinzu kamen zahlreiche antifeudale Bestimmungen und ein starkes Kontrollrecht des Parlaments, etwa durch Untersuchungsausschüsse gegenüber der vom König eingesetzten Regierung.
Die Charte Waldeck zielte damit auf den Arkanbereich der königlichen Macht. Die unbeabsichtigte Folge war, dass die antirevolutionäre Agitation der konservativen Vereine Auftrieb erhielt und gegenrevolutionäre Umsturzpläne allmählich klare Umrisse bekamen. Beim König verstärkten der Entwurf und insbesondere die Abschaffung des Adels und die Streichung des Zusatzes „von Gottes Gnaden“ die Ablehnung der Revolution.
Insgesamt umfasste der Verfassungsentwurf einen Grundrechtskatalog, die zukünftige Legislative sollte ein Zweikammerparlament bilden. Das Abgeordnetenhaus sollte dabei in allgemeinen, gleichen und geheimen Wahlen bestimmt werden. Die richterliche Gewalt wurde als „unabhängig, keiner anderen Autorität als dem Gesetz unterworfen“ definiert und das bestehende Justizrecht wurde reformiert. Der Staatshaushalt wurde der Kontrolle des Parlaments unterstellt.

## Die Gegenrevolution

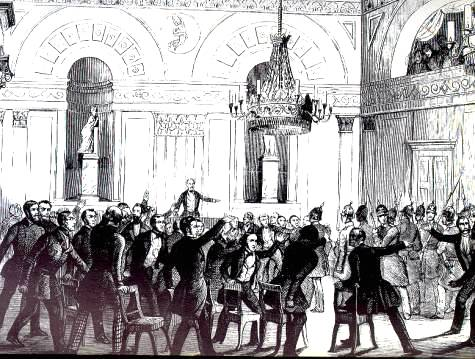
Gewaltsame Auflösung der preußischen Nationalversammlung

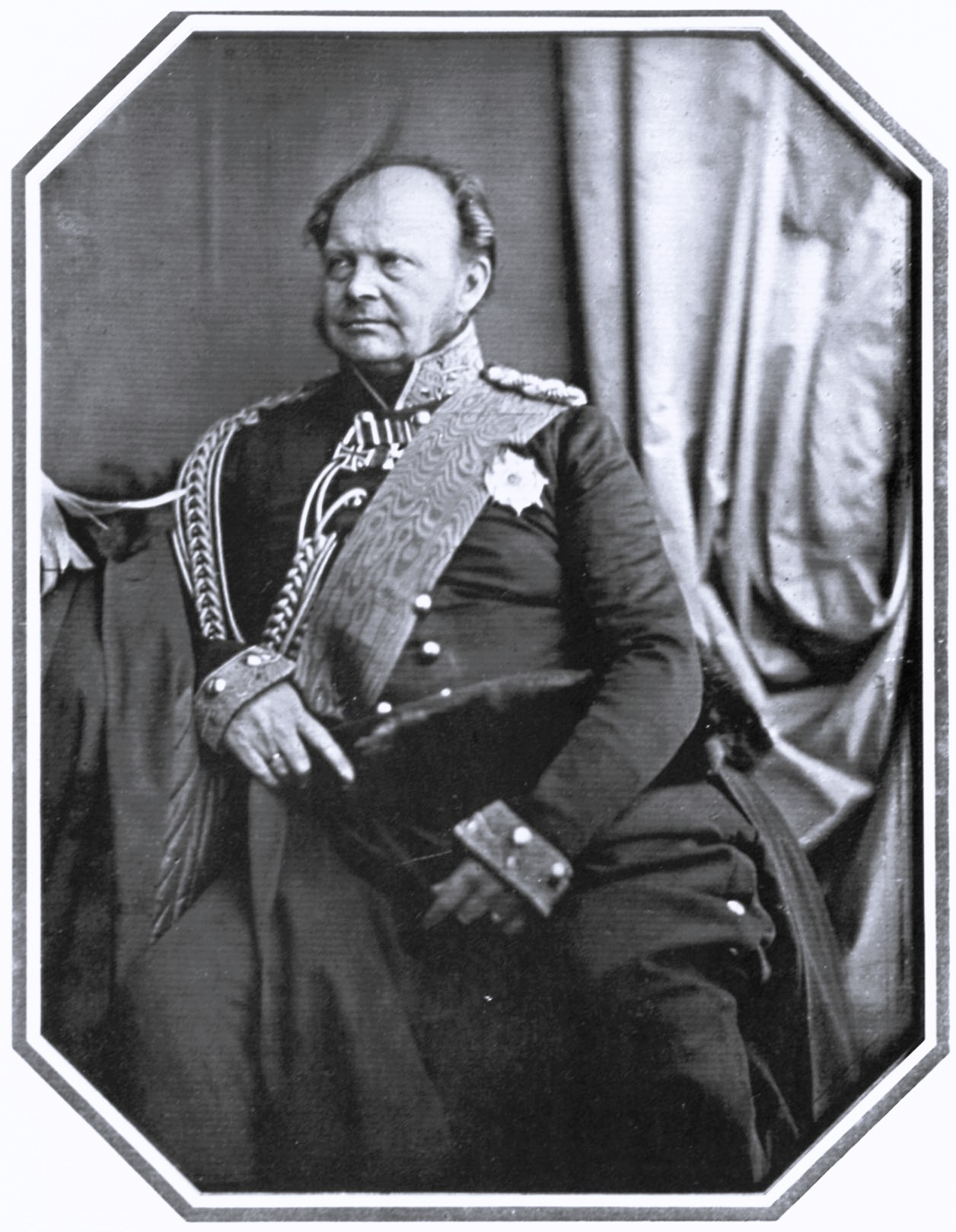
Friedrich Wilhelm IV. im Jahr 1847

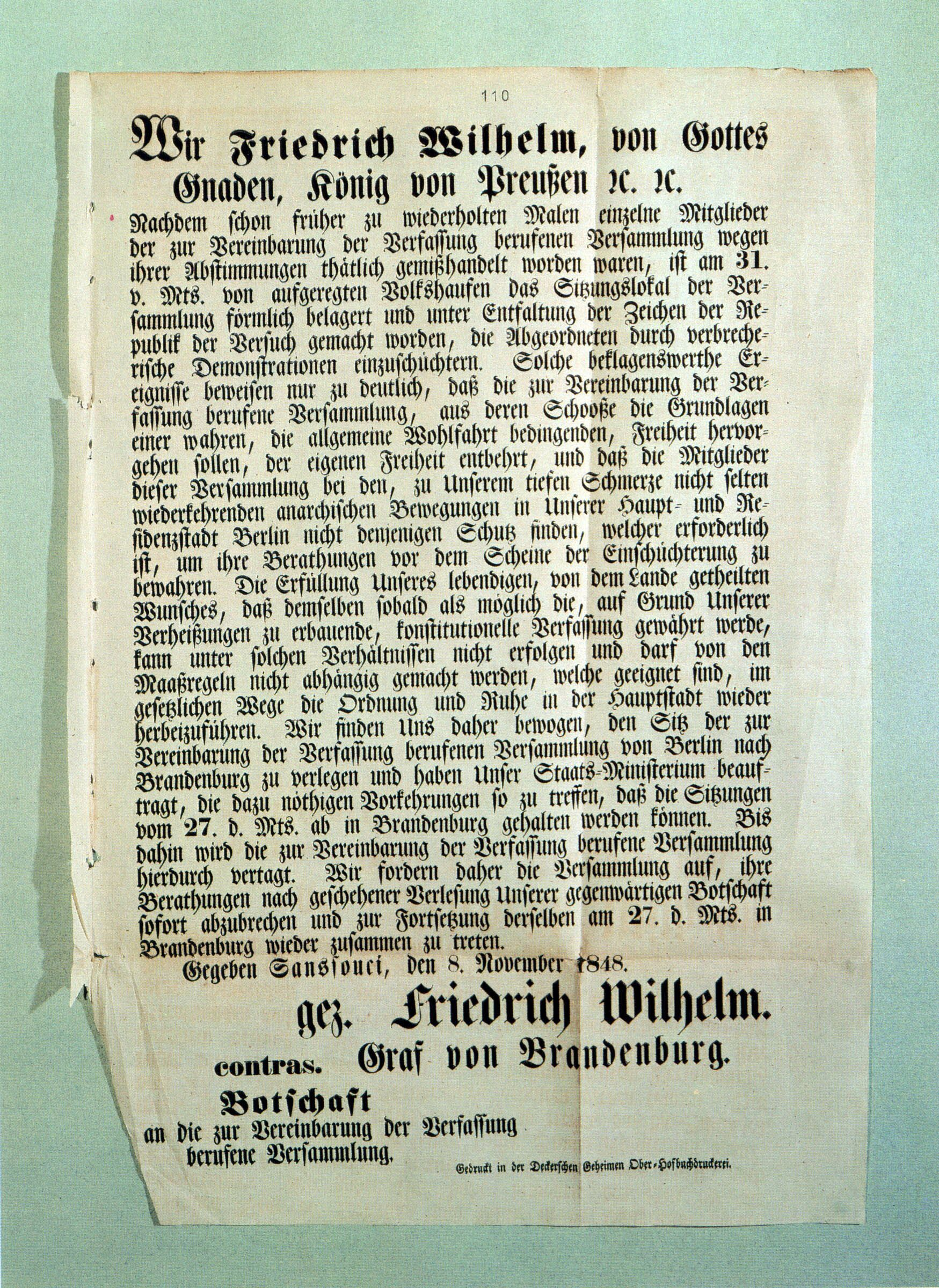
Bekanntmachung des Dekrets vom 8. November 1848 zur Verlegung der Nationalversammlung nach Brandenburg

Das Misstrauen, das die preußische Nationalversammlung gegenüber Frankfurt hegte, hatte auch einen realpolitischen Hintergrund. Während in Wien die Entscheidung über die Revolution bereits mit Gewalt ausgetragen wurde, tat das Frankfurter Parlament wenig, um gegen die Gegenrevolution vorzugehen.
In Berlin vollzogen sich die Auseinandersetzungen noch als Verfassungskampf der Nationalversammlung, wenngleich auch hier außerparlamentarische Bewegungen eine Rolle spielten. Deutlicher als in Frankfurt, versuchte die Nationalversammlung in Berlin gegen König und Regierung die Oberkompetenz über das Militär zu erkämpfen. Ausgangspunkt war eine gewaltsam niedergeschlagene Demonstration in der Stadt Schweidnitz. Das Vorgehen der Armee wurde in der Öffentlichkeit vielfach als Beginn der Gegenrevolution interpretiert. Auf Antrag des Oberlehrers Julius Stein beschloss das Parlament am 9. August mit großer Mehrheit, vom Kriegsminister einen Erlass zu fordern, der Offizieren alle reaktionären Bestrebungen verbot und sie auf einen konstitutionellen Rechtszustand verpflichtete. Ansonsten hätten die Offiziere den Dienst zu quittieren.
Dieser Beschluss provozierte nicht nur den entschiedenen Widerspruch der Rechten und des rechten Zentrums, sondern war auch Ursache für das Scheitern des großbürgerlichen Staatsministeriums um v. Auerswald und Hansemann, da dieses sich weigerte, den verlangten Erlass zu unterzeichnen. Der Rücktritt bewies zwar die Macht des praktischen Parlamentarismus, stärkte aber auch die gegenrevolutionären Kräfte. Der König hatte bereits im September konkrete Pläne, die im Wesentlichen mit der späteren Entwicklung übereinstimmten.
Spätestens seit die Nationalversammlung am 12. Oktober das Gottesgnadentum aus der Verfassung gestrichen hatte, gewann die reaktionäre Kamarilla um die Brüder Ernst und Ludwig Gerlach Einfluss auf Friedrich Wilhelm IV. und drängte ihn zum Kampf gegen die Nationalversammlung. Der Rücktritt des Ministeriums war letztlich der Auslöser für den „Staatsstreich“ von oben. Der König ernannte General v. Wrangel am 13. September zum „Oberkommandierenden in den Marken“ mit dem Ziel der militärischen Durchsetzung der Gegenrevolution. Dagegen blieb das neu ernannte Kabinett unter General v. Pfuel politisch relativ einflusslos.
Im Oktober 1848 nahm die revolutionäre Unruhe in Berlin und Preußen wieder deutlich zu. Am 16. kam es zu Barrikadenkämpfen in Berlin zwischen Arbeitern und der von Handwerkern getragenen Bürgerwehr, hinzu kamen die Tagungen eines revolutionären Gegenparlaments, der zweite Demokratenkongress und die Nachrichten über die gewaltsame Niederschlagung der Revolution in Wien. Damit zusammen hing ein gescheiterter Antrag der preußischen Nationalversammlung an die Regierung, direkte Schritte für die Revolutionäre in Wien zu unternehmen.
In dieser für die Zukunft der Nationalversammlung entscheidenden Phase zeigte sich das Parlament tief gespalten, wie die Debatte über die bei den Unruhen Getöteten zeigt. Der rechtsliberale Abgeordnete Sommer schrieb darüber an seine Frau: Die Linke „hatte feierliche Bestattung der Toten beider Parteien und ein Grab auf Staatskosten, ferner Unterstützung der Hinterbliebenen auf Staatskosten verlangt. Waldeck verlangte das in einer fulminanten Rede – in der er auf das erschreckliche Unglück, dass möglicherweise Wrangel hätte einrücken können, verwies, – als Beweis der Volksversöhnung. Sommer erhob sich mit einer fast mutigen Rede dagegen, indem er den bisherigen durch die ungerügten Excesse jener Arbeiter gegen die guten Bürger geübten Terrorismus beschrieb …“ Während die Linke weiterhin glaubte, das Heft des Handelns in der Hand zu haben, zeigen Äußerungen wie diese, dass die liberale Rechte aus Sorge um „Ruhe und Ordnung“ bereit war, sich mit König und Militär zu arrangieren.
Die öffentliche Erregung war eine Legitimation für die Gegenrevolution auch in Berlin. Am 1. November ernannte der König unter Ministerpräsident Graf von Brandenburg ein klar antirevolutionäres Kabinett. Am 9. November wurde der Sitz des Parlaments in die Stadt Brandenburg verlegt. Das Parlament selbst erklärte diesen Schritt für ungesetzlich und führte seine Beratungen fort. Da allerdings die Bürgerwehr sich weigerte, die Versammlung militärisch zu schützen, hatte das Parlament keine Machtmittel mehr. Stattdessen wurde zum passiven Widerstand und zur Steuerverweigerung aufgerufen. Dies bot den willkommenen Vorwand für die Regierung zur Verhängung des Belagerungszustands und des Kriegsrechts, zur Auflösung der Bürgerwehr, zum Verbot aller Parteien und zur Einschränkung von Presse- und Versammlungsfreiheit. Das Militär räumte schließlich den Saal, in dem die Nationalversammlung tagte. Dagegen konnten Abgeordnete wie Waldeck nur noch symbolisch protestieren: „Holen Sie ihre Bajonette und stechen Sie uns nieder! Ein Landesverräter, der diesen Saal verlässt.“

## Oktroyierte Verfassung und Auflösung des Parlaments
Der Aufruf zur Steuerverweigerung wurde nur in wenigen Orten befolgt, zu groß war vielerorts mittlerweile der Wunsch nach „Ruhe und Ordnung“. In Brandenburg tagte nur noch ein Rumpfparlament, da viele Linke sich an dieser Farce nicht beteiligen wollten. Die Session dauerte auch nur wenige Tage, da am 5. Dezember 1848 der König ohne Vereinbarung mit der Versammlung eine Verfassung erließ und die Nationalversammlung auflöste. Vor allem unter den gemäßigten Liberalen wurde die vom König oktroyierte Verfassung durchaus positiv bewertet, entsprach sie doch auf den ersten Blick weitgehend der Charte Waldeck. So wurde auch in ihr das allgemeine und gleiche Wahlrecht garantiert. Bei genauerer Untersuchung wird allerdings deutlich, dass die Änderungen vor allem im Bereich des Notverordnungsrechts den Einfluss der Krone stärkten. In diesem Zusammenhang war die Einführung des absoluten anstelle eines nur aufschiebenden Vetos für den König besonders wichtig. Auch das „Gottesgnadentum“ des Königs wurde wiederhergestellt. Während die Demokraten um Waldeck diese Verfassung als ungesetzlich weiterhin ablehnten und die extrem konservative Rechte sie als Kniefall vor dem Zeitgeist teilweise scharf verurteilte, fiel es den Liberalen nicht schwer, sich mit ihr zu arrangieren. Im Zentrum stand dabei die Hoffnung, dass ein unabhängiger Monarch in einem konstitutionellen System die bestehende Sozialordnung besser schützen könne als ein rein parlamentarisches System.

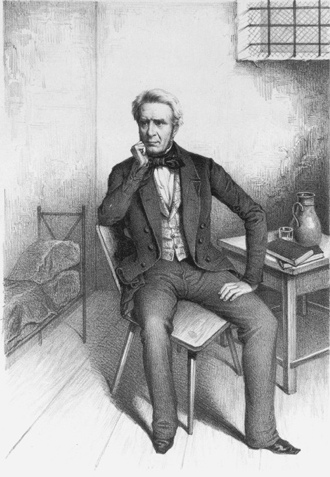
Benedikt Waldeck im Kerker 1849 (zeitgenössische Darstellung)

In der Bevölkerung lösten das Vorgehen der Regierung und die Haltung der Rechten Empörung aus. Bei den Neuwahlen im Januar 1849 zur nunmehr zweiten Kammer des neuen Landtages kam es zu einem Linksruck. Anstatt der gemäßigten Liberalen wurden gerade in den Westprovinzen vielerorts Demokraten gewählt. Gleichzeitig kam es gerade auch in den Ostprovinzen auf der Rechten zu Bündnissen zwischen Konservativen und Liberalen. Dieses Bündnis kam insgesamt auf 46 % der Stimmen, die Demokraten waren mit 44 % fast ebenso stark, während das Zentrum nur noch 8,5 % der Stimmen erhielt.
Aber bereits im Mai 1849 wurde die Kammer aufgelöst, da sie die von der Frankfurter Nationalversammlung beschlossene Reichsverfassung als rechtmäßig anerkannt hatte. Nach Meinung der Krone hatte das preußische Parlament damit allerdings seine Kompetenzen überschritten. Für Juni 1849 wurden daher Neuwahlen angesetzt. Mit Hilfe einer Notverordnung wurde dabei das allgemeine und gleiche Wahlrecht durch ein Dreiklassenwahlrecht ersetzt. Die nach Steueraufkommen gebildeten Klassen stellten jeweils ein Drittel der Wahlmänner, so dass der politische Einfluss der wohlhabenden Wähler um ein Vielfaches größer war als der der ärmeren Wählergruppen. Aus Protest gegen diese Maßnahme nahm die demokratische Linke an dieser und an den folgenden Wahlen während der Reaktionsära der 1850er-Jahre nicht teil. Während die siegreiche Reaktion in Österreich allerdings die vom Kaiser im Jahr 1849 oktroyierte Verfassung kaum ein Jahr später ersatzlos abschaffte und damit die absolutistische Staatsform wiederherstellte, blieb Preußen bei allen Einschränkungen immerhin ein Verfassungsstaat und eine konstitutionelle Monarchie.